# Curtiss-Wright
«Кертісс-Райт» (англ. Curtiss-Wright) — американська транснаціональна компанія, диверсифікований виробник продукції та постачальник послуг для торгових, промислових, оборонних та енергетичних ринків. Компанія заснована у 1929 році шляхом злиття «Кертісс», «Райт» та різних компаній-постачальників і до кінця Другої світової війни була найбільшим виробником літаків у США, що постачав літаки у великій кількості до Збройних сил США. З часом «Кертісс-Райт» значно розширила спектр продукції власного виробництва і відійшла від остаточної збірки готових літальних апаратів, перетворившись на виробника компонентів, що спеціалізується на приводах, системах управління повітряними суднами, клапанами та послугах обробки поверхні. «Кертісс-Райт» також є постачальником обладнання для потреб комерційної ядерної енергетики, ядерних рушійних установок на замовлення ВМС, промислових транспортних засобів для нафтової та газової промисловості. Компанія має інтегровану систему поставок та розгалужену мережу обслуговування у всьому світі та є однією з найбільших диверсифікованих учасників ринку аерокосмічної галузі та найбільшим американським виробником малих реактивних літальних апаратів.

## Продукція компанії «Кертісс-Райт»

### Літаки
| Літак                             | Перший політ | К-сть побудовано | Тип літака                                                                                              |
| --------------------------------- | ------------ | ---------------- | --- |
| Curtiss Bleeker SX-5-1 Helicopter | 1926         | 1                | Одномоторний експериментальний вертоліт                                                                 |
| Curtiss Teal                      |              | 2                | Одномоторний моноплан-літаючий човен                                                                    |
| Curtiss-Wright Junior             | 1930         | ~270             | Одномоторний спортивний літак                                                                           |
| Curtiss-Wright CW-3 Duckling      | 1931         | 3                | Одномоторний моноплан-літаючий човен                                                                    |
| Curtiss F9C Sparrowhawk           | 1931         | 7+               | Одномоторний біплан-винищувач-паразит                                                                   |
| Curtiss A-8                       | 1931         | 13               | Одномоторний моноплан-штурмовик                                                                         |
| Curtiss-Wright CW-15              | 1931         | 15               | Одномоторний одномісний моноплан                                                                        |
| Curtiss-Wright CW-16              |              | 22 або 23        | Одномоторний навчально-тренувальний біплан                                                              |
| Curtiss-Wright CW-17              | н/д          | 0                | Одномоторний біплан                                                                                     |
| Curtiss O-40 Raven                | 1932         | 5                | Одномоторний навчально-тренувальний біплан — літак спостереження                                        |
| Curtiss F11C Goshawk              | 1932         | 30               | Одномоторний біплан-винищувач                                                                           |
| Curtiss XP-31 Swift               | 1932         | 1                | Прототип одномоторного винищувача                                                                       |
| Curtiss YA-10 Shrike              | 1932         | 2                | Прототип одномоторного штурмовика                                                                       |
| Curtiss T-32 Condor II            | 1933         | 45               | Двомоторний біплан                                                                                      |
| Curtiss BF2C Goshawk              |              | 166              | Одномоторний біплан-винищувач                                                                           |
| Curtiss-Wright CW-6               |              | 8                | Одномоторний одномісний моноплан                                                                        |
| Curtiss-Wright CW-12              |              | 40 або 41        | Одномоторний навчально-тренувальний біплан                                                              |
| Curtiss-Wright CW-14 Osprey       |              | 38+              | Одномоторний біплан                                                                                     |
| Curtiss-Wright CW-19              |              | ~43              | Одномоторний штурмовик                                                                                  |
| Curtiss XF13C                     | 1934         | 3                | Прототип одномоторного винищувача                                                                       |
| Curtiss SOC Seagull               | 1934         | 258              | Одномоторний біплан — розвідувальний поплавковий гідролітак                                             |
| Curtiss-Wright CA-1               | 1935         | 3                | Одномоторний біплан-літаючий човен                                                                      |
| Curtiss P-36 Hawk                 | 1935         | 1 115            | Одномоторний моноплан-винищувач                                                                         |
| Curtiss A-12 Shrike               |              | 46               | Одномоторний штурмовик                                                                                  |
| Curtiss XA-14                     | 1935         | 1                | Прототип двомоторного штурмовика                                                                        |
| Curtiss A-18 Shrike               | 1935         | 13               | Двомоторний штурмовик                                                                                   |
| Curtiss SBC Helldiver             | 1935         | 257              | Одномоторний біплан-пікіруючий бомбардувальник                                                          |
| Curtiss P-37                      | 1937         | 14               | Прототип одномоторного винищувача                                                                       |
| Curtiss-Wright CW-21              | 1938         | 62               | Одномоторний винищувач                                                                                  |
| Curtiss P-40 Warhawk              | 1938         | 13 738           | Одномоторний винищувач                                                                                  |
| Curtiss XP-42                     | 1939         | 1                | Прототип одномоторного винищувача                                                                       |
| Curtiss SO3C Seamew               | 1939         | 795              | Одномоторний поплавковий гідролітак спостереження                                                       |
| Curtiss-Wright CW-22              | 1940         | ~442             | Одномоторний навчально-тренувальний моноплан                                                            |
| Curtiss-Wright CW-23              |              | 1                | Прототип одномоторного навчально-тренувального літака                                                   |
| Curtiss C-46 Commando             | 1940         | 3 181            | Двомоторний військово-транспортний літак                                                                |
| Curtiss O-52 Owl                  | 1940         | 203              | Одномоторний літак спостереження                                                                        |
| Curtiss SB2C Helldiver            | 1940         | 7 140            | Одномоторний моноплан-пікіруючий бомбардувальник                                                        |
| Curtiss AT-9                      | 1941         | 792              | Двомоторний навчально-тренувальний літак                                                                |
| Curtiss XP-46                     | 1941         | 2                | Прототип одномоторного винищувача                                                                       |
| Curtiss P-60                      | 1941         | 4                | Прототип одномоторного винищувача                                                                       |
| Curtiss-Wright C-76 Caravan       | 1943         | 25               | Двомоторний військово-транспортний літак                                                                |
| Curtiss-Wright XP-55 Ascender     | 1943         | 3                | Прототип одномоторного винищувача                                                                       |
| Curtiss XP-62                     | 1943         | 1                | Прототип одномоторного винищувача                                                                       |
| Curtiss SC Seahawk                | 1944         | 577              | Одномоторний поплавковий гідролітак спостереження                                                       |
| Curtiss XF14C                     | 1944         | 1                | Прототип одномоторного винищувача                                                                       |
| Curtiss XBTC                      | 1945         | 2                | Прототип одномоторного торпедоносця                                                                     |
| Curtiss XF15C                     | 1945         | 3                | Прототип одномоторного винищувача зі змішаною силовою установкою (поршневий та турбореактивний двигуни) |
| Curtiss XBT2C                     | 1945         | 9                | Прототип одномоторного торпедоносця                                                                     |
| Curtiss-Wright XF-87 Blackhawk    | 1948         | 2                | Чотиримоторний реактивний винищувач                                                                     |
| Curtiss-Wright X-19               | 1963         | 2                | Експериментальний двомоторний квадрокоптер вертикального злету та приземлення                           |
| Curtiss-Wright VZ-7               |              | 2                | Експериментальний одномоторний вертоліт                                                                 |
| Curtiss-Wright CW-2               | н/д          | 0                | Двомісний моноплан (не будувався)                                                                       |
| Curtiss-Wright CW-5               | н/д          | 0                | Транспортний літак (не будувався)                                                                       |
| Curtiss-Wright CW-18              | н/д          | 0                | Двомісний навчальний літак (не будувався)                                                               |
| Curtiss XP-53                     | н/д          | 2                | Прототип одномоторного винищувача                                                                       |
| Curtiss XP-71                     | н/д          | 0                | Двомоторний важкий винищувач (не будувався)                                                             |
| Curtiss XSB3C                     | н/д          | 0                | Одномоторний пікіруючий бомбардувальник (не будувався)                                                  |
| Curtiss KD2C Skeet                |              |                  | Безпілотний дрон-ціль                                                                                   |
| Curtiss CW-32                     | н/д          | 0                | Чотиримоторний транспортний літак (не будувався)                                                        |

Позначення

### ПропелериCurtiss Electric
Окрім авіаційних двигунів, компанія виготовляла під назвою Curtiss Electric цілий ряд три- та чотири лопатевих гвинтів постійної швидкості з електричним приводом